# M'Sara
M'Sara là một đô thị thuộc tỉnh Khenchela, Algérie. Dân số thời điểm năm 2002 là 4.194 người.